# Tassili n'Ajjer

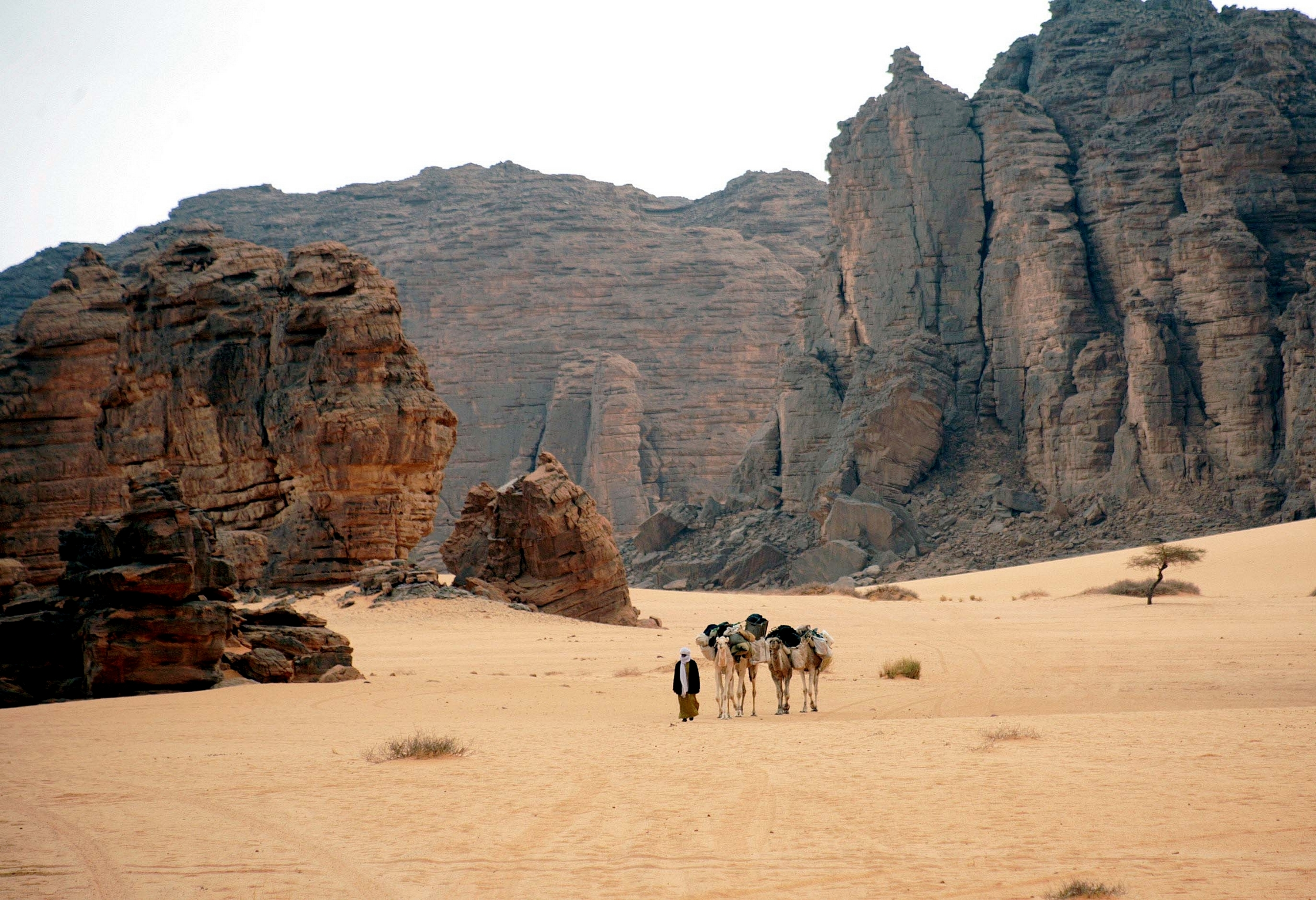
Rotsformaties

Tassili n'Ajjer (Berbers: Tasili n Ajjer, Arabisch: طاسيلي ناجر) is een nationaal park op een hoogplateau in Algerije waar men prehistorische grotkunst kan vinden. Meer dan 15.000 tekeningen en gravures laten zien dat hier ten minste tienduizend jaar geleden al menselijke cultuur was. Dit gebied, dat tijdens het Holoceen subpluviaal een steppe-achtig landschap moet hebben gehad, bevat veel rotspartijen die een waar labyrint in het landschap vormen, dat weer bijdraagt aan de ontoegankelijkheid.
De geologische formaties die men hier kan vinden zijn van grote landschappelijke waarde, met bijvoorbeeld geërodeerde zandstenen die 'rotsbossen' vormen.
De inhoud van de diverse rotstekeningen en -gravures geeft veel mensen aanleiding de geschiedenis van de mensheid in een ander dan gebruikelijk daglicht te bezien.
Zo zijn er "paddenstoelensjamanen" gevonden die erop kunnen wijzen dat het rituele gebruik van psychotrope paddenstoelen in dit gebied tot het culturele erfgoed hebben behoord.
Andere tekeningen hebben geleid tot theorieën over contacten met buitenaardse wezens, waarbij waarschijnlijk gestileerde hoofden door moderne ogen bezien als helmen worden geïnterpreteerd.
De locatie staat sinds 1982 op de Werelderfgoedlijst van UNESCO.